# Illermühle
Illermühle ist ein Gemeindeteil von Lautrach im Landkreis Unterallgäu. Illermühle ist eine Einöde und hatte 1987 zehn Einwohner.
An der Illermühle beginnt die neue Illerbrücke zwischen Lautrach und Illerbeuren. Dort befindet sich die denkmalgeschützte Wegkapelle St. Johannes von Nepomuk.

## Persönlichkeiten
- Jakob Fickler, (1909–1980)